# Ali Bin Hamad Al Attiya Arena
Die Ali Bin Hamad Al Attiya Arena (arabisch صالة علي بن حمد العطية, DMG Ṣālat ʿAlī b. Ḥamad al-ʿAṭiyya, ABHA Arena) ist eine Mehrzweckhalle im Stadtteil al-Sadd der katarischen Hauptstadt Doha. Sie liegt in der Gemeinde ar-Rayyan knapp westlich der Hauptstadt. Die Arena bietet 7700 Sitzplätze.

## Geschichte
Die Veranstaltungshalle wurde von Yasser Al Khalil (James Cubitt und Partners) entworfen. Die Bauleitung wird von ASTAD Project Management und die Bauarbeiten werden von dem Unternehmen Aktor durchgeführt, welches bereits die in Athen befindenden olympischen Sportstätten gebaut hat. Der Bau gliedert sich in drei Bauabschnitte – die Sporthalle, ein Fernsehgebäude sowie ein Kühlturm. Die Gesamtfläche des Baus beträgt 52.185 m², wobei die Sporthalle davon 16.000 m² in Anspruch nimmt.
Die Konstruktion des Hallendaches besteht aus 2300 t Stahl und soll  vollständig mit Photovoltaik-Modulen bestückt werden. Durch die Module kann eine Leistung von 250 kWp erreicht und 150 t CO2 eingespart werden.

## Nutzung
Die Halle mit ihren 7700 Sitzplätzen wurde maßgeblich als Austragungsort für die Handball-Weltmeisterschaft der Männer 2015 in Katar erbaut und soll nach dieser dem Handballabteilung des al-Sadd Sports Club als Heimspielstätte dienen. Sie kann jedoch neben Handball, auch für Badminton, Boxen, Basketball, Volleyball, Eishockey, Eiskunstlauf oder Rhythmische Sportgymnastik dienen. Die Halle lässt sich in 48 Stunden in eine Eishockeyarena umbauen. Neben der Sportarena befinden sich im Gesamtbau auch zwei Trainingshallen, Krafträume und Restaurants. Im Oktober 2015 fanden in der Halle die Boxweltmeisterschaften statt. Unter der Sporthalle befindet sich ein Parkhaus.